# کول‌تپه کرنگاه
کول تپه کرنگاه مربوط به سده‌های میانه دوران‌های تاریخی پس از اسلام است و در شهرستان اهر، بخش مرکزی، دهستان بزکش کرنگاه واقع شده و این اثر در تاریخ ۱۵ دی ۱۳۸۷ با شمارهٔ ثبت ۲۳۹۵۲ به‌عنوان یکی از آثار ملی ایران به ثبت رسیده است.